# MPEG-3
MPEG-3 è il nome in codice dato dal gruppo MPEG (Motion Pictures Coding Experts Group) a uno standard di compressione video nato per gestire lo standard HDTV manipolando il flusso audio e video. Lo standard era progettato per gestire flussi di dati in un intervallo compreso tra i 20 e i 40 Mbps.
Successivamente si è scoperto che simili risultati potevano essere ottenuti apportando delle modifiche marginali allo standard MPEG-2 e quindi si è deciso di dismettere lo standard MPEG-3.
MPEG-3 non va confuso con l'MPEG-1 Layer 3 comunemente conosciuto come MP3.